# Cirrochroa psyche
Cirrochroa psyche är en fjärilsart som beskrevs av Otto Staudinger 1889. Cirrochroa psyche ingår i släktet Cirrochroa och familjen praktfjärilar. Inga underarter finns listade i Catalogue of Life.